# Adriaen van Diest

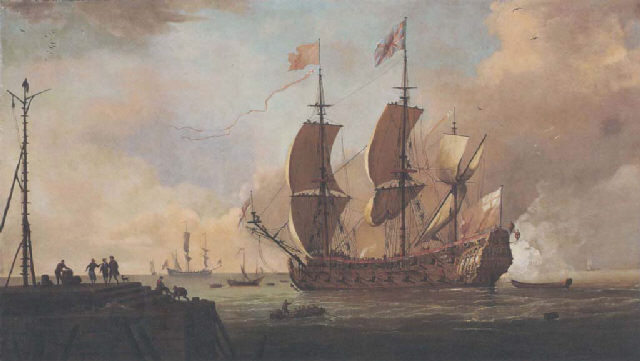
Een Engels oorlogsschip voor een Europese haven. Zonder jaar. Londen.

Adriaen van Diest (gedoopt Den Haag, 12 december, 1655 – Londen, 1704) was een Nederlands-Engels schilder en etser.
Hij was zoon van de marineschilder Jeronymus van Diest (II) en actief in Den Haag vanaf omstreeks 1670. Rond 1673 vestigde hij zich in Engeland. Van Van Diest zijn minstens 98 schilderijen bekend, waaronder genrestukken, (italianiserende) landschappen, portretten, maar vooral veel marines. Werk van Van Diest bevindt zich onder anderen in de Royal Collection in het Verenigd Koninkrijk, het National Maritime Museum in Londen, het Hertog Anton Ulrich-Museum in Braunschweig en talloze privéverzamelingen.
- Biografisch Portaal: 89635523
- Digitale Bibliotheek voor de Nederlandse Letteren: dies016
- RKD-Nederlands Instituut voor Kunstgeschiedenis: 22725
- Union List of Artist Names: 500020109
- Virtual International Authority File: 95804804